# Christopher Gore
Christopher "Chris" Gore (Fort Lauderdale (Florida), 10 de agosto de 1944-Santa Mónica (California), 18 de mayo de 1988) fue un guionista, dramatgurgo y letrista estadounidense. Gore escribió el guion del musical de 1980 Fame, por el que recibió una nominación a los Premios Óscar.
Graduado en la Universidad Northwestern, Gore comenzó a escribir obras de teatro y musicales. Una de sus primeras obras, Mary, un musical sobre María Estuardo that que fue producida en Fort Lauderdale en 1967. Su primer trabajo en Broadway, Via Galactica, que escribió junto a Judith Ross y Galt MacDermot, se estrenó en 1972. En 1977, también escribió el libro y las letras de un musical sobre la reina de Egipto Nefertiti.
Aunque en su obituario en The New York Times (citando a su madre) figura que çore murió de cáncer, investigaciones posteriores indican que en realidad murió a causa del SIDA el 18 de mayo de 1988 a los 43 años.

## Premios y distinciones
Premios Óscar
| Año  | Categoría            | Película | Resultado |
| ---- | -------------------- | -------- | --------- |
| 1981 | Mejor guion original | Fame     | Nominado  |